# Сіренко Віктор Олександрович
Віктор Олександрович Сіренко  — український еколог і природоохоронець, степознавець, завідувач відділення «Кам'яні могили» Українського степового природного заповідника НАН України, старійшина Кам’яно-Могильського козачого куреня.

## Життєпис
У 1975 р. закінчив Харківський державний педагогічний інститут ім. Г.С. Сковороди, у 1981 р. – Ростовський державний університет. 
1977-1979 рр. – молодший науковий співробітник відділення УСПЗ «Хомутовський степ», 
1979-1984 рр. – заст. директора по НДР УСПЗ, 
з 1983 р. по сьогодні – зав. відділення УСПЗ «Кам'яні могили»

## Основні публікації зі степознавства
- Сиренко В.А. О реакклиматизации байбака в заповеднике «Хомутовская степь» // Охрана, рациональное использование и экология сурков: материалы Всесоюз. совещ. (Москва, 3-5 февр. 1983 г.). – М., 1983. – С. 113-114.
- Сиренко В.А. Эколого-фаунистический обзор дневных хищных птиц району заповедника «Хомутовская степь» // Экология хищных птиц: материалы 1-го совещ. по экологии и охране хищных птиц (Москва, 16-18 февр. 1983 г.). – М., 1983. – С. 168-170.
- Сиренко В.А. Заметки о журавле-красавке в окрестностях заповедника «Каменные Могилы» и «Хомутовская степь» // Журавли Украины: сб. науч. тр. / Укр. рабоч. группа по журавлям. – Мелитополь, 1998. – С. 102-106.
- Труды филиала Украинского степного природного заповедника «Каменные Могилы»: Юб. сб.: 1997, вып. 1 / гл. ред. В.А. Сиренко. – К.: Фитосоциоцентр, 1998. – 120 с.
- Заповедник «Каменные Могилы» – природная и духовная святыня Украины / сост. В.А. Сиренко. – К.: Зелена планета, 2005. – 84 с.
- Сиренко В.А., Сиренко Н.М., Лагута П.А. Численность и распределение степной гадюки в филиале УСПЗ «Каменные Могилы» // Экология и фауна Юго-Востока Украины: сб. науч. тр. – Донецк, 2005. – Вып. 5. – С. 57-62.
- Загороднюк І., Сиренко В. Sorex minutus (Mammalia) в заповеднике «Каменные Могилы» // Вестн. зоологии. – 2007. – Т. 41, № 2. – С. 158.
- Каменные Могилы – прошлое и настоящее: Материалы науч.-практ. конф., посвящ. 85-летнему юбилею отделения Украинского степного природного заповедника НАН Украины «Каменные Могилы». – Вип. 2 (4.1); (4.2): 2012 / гл. ред. В.А. Сиренко. – Донецк: Ноулидж, 2012. – [4.1]. – 360 с. [4.2]. – 245 с.